# Cyphothyris disphaerias
Cyphothyris disphaerias är en fjärilsart som beskrevs av Edward Meyrick 1932. Cyphothyris disphaerias ingår i släktet Cyphothyris och familjen fransmalar. Inga underarter finns listade i Catalogue of Life.